# Indisch-japanische Beziehungen
Die Indisch-japanischen Beziehungen sind das zwischenstaatliche Verhältnis zwischen Indien und Japan. Beide Staaten unterhalten freundschaftliche Beziehungen und die kulturellen Kontakte reichen durch den Buddhismus um viele Jahrhunderte zurück. Während des Zweiten Weltkriegs erklärten Großbritannien und später auch Britisch-Indien den Achsenmächten den Krieg, was zur Rekrutierung indischer Soldaten für den Kampf gegen die Kaiserlich Japanische Armee im Burmafeldzug führte. Nach dem Ende des Krieges etablierten beide Länder 1952 diplomatische Beziehungen. Japan wurde zu einem der wichtigsten Wirtschafts- und Handelspartner für Indien und zahlreiche japanische Unternehmen wurden in Indien aktiv. Der machtpolitische Aufstieg der Volksrepublik China hat auch zu einer engeren Zusammenarbeit der beiden asiatischen Demokratien im sicherheitspolitischen Bereich geführt. So kooperieren beide Staaten im Rahmen des Quadrilateral Security Dialogue um einen „freien und offenen Indopazifik“ zu gewährleisten.

## Geschichte

### Vorgeschichte

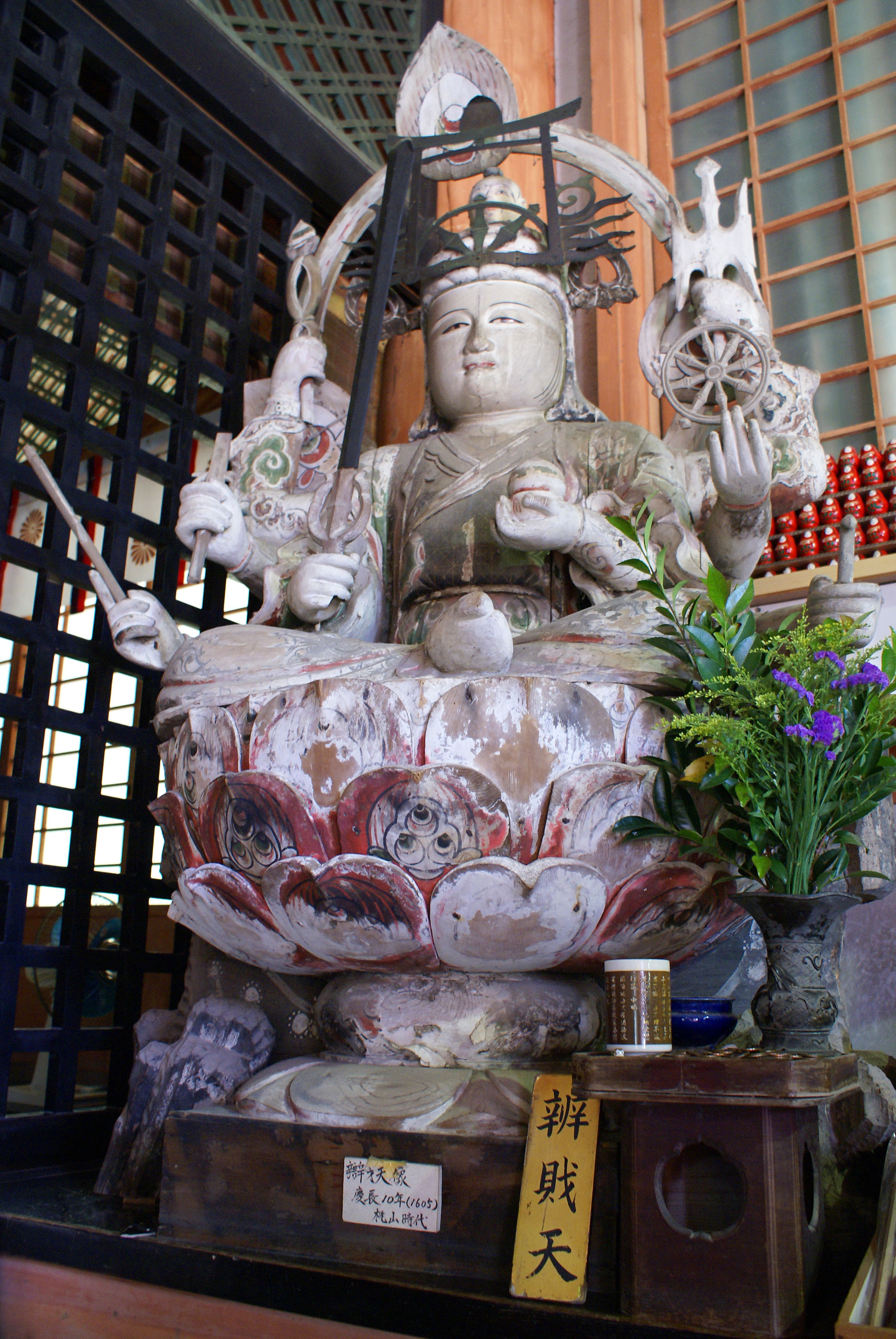
Abbildung der Göttin Benzaiten

Der Fund von Glasperlen in Gräbers aus der Yayoi-Zeit deuten auf Handelsaustausch zwischen Japan und dem Indischen Subkontinent sowie Südostasien hin, der sich bis auf ca. 250 v. Chr. zurückverfolgen lässt. Im 6. Jahrhundert gelangte der Buddhismus über China und Korea nach Japan. Der früheste dokumentierte direkte Kontakt Indiens mit Japan war die Reise des indischen buddhistischen Mönchs Bodhisena 752 n. Chr. Aufgrund der Verbindung des Buddhismus in Indien und Japan unternahmen Mönche und Gelehrte häufig Reisen zwischen den beiden Ländern. In alten Aufzeichnungen aus der inzwischen zerstörten Bibliothek der Nalanda-Universität in Indien werden japanische Gelehrte und Schüler beschrieben, die buddhistische Schulen in Indien besuchten. Einer der berühmtesten japanischen Reisenden auf dem indischen Subkontinent war Tenjiku Tokubei (1612–1692), dessen Spitzname sich von der japanischen Bezeichnung für Indien ableitete. Obwohl der Hinduismus in Japan eine wenig praktizierte Religion ist, hat er dennoch eine bedeutende, wenn auch indirekte Rolle auf die japanische Kultur über seinen Einfluss auf den Buddhismus gespielt. Ein Beleg dafür sind die japanischen „Sieben Glücksgötter“, von denen vier ursprünglich Hindu-Gottheiten waren. So ist die japanische Göttin Benzaiten eine Adaption der Hindu-Göttin Sarasvati. Benzaiten gelangte im 6. bis 8. Jahrhundert nach Japan, vor allem durch die chinesische Übersetzung des Sutra vom Goldenen Licht (金光明経), in dem ihr ein Abschnitt gewidmet ist. Weitere Beispiele für den Einfluss des Hinduismus auf Japan zeigt sich durch die Praktizierung von Yoga und die Errichtung von Pagoden (welche auf den Stupas von Südasien basieren). Viele weitere hinduistische Kulturelemente gelangen über China oder direkten kulturellen Austausch nach Japan.
Im 16. Jahrhundert nahm Japan politischen Kontakt zu den portugiesischen Kolonien in Indien auf. Die Japaner nahmen zunächst an, dass die Portugiesen aus Indien stammten und dass das Christentum ein neuer „indischer Glaube“ sei. Diese irrtümliche Annahme war darauf zurückzuführen, dass die indische Stadt Goa ein zentraler Stützpunkt der portugiesischen Ostindien-Kompanie war und dass ein erheblicher Teil der Besatzung portugiesischer Schiffe aus indischen Christen bestand. Während der antichristlichen Verfolgungen im Japan 1596 flohen viele japanische Christen in die portugiesische Kolonie Goa nach Indien. Zu Beginn des 17. Jahrhunderts gab es in Goa neben den japanischen Sklaven, die von portugiesischen Schiffen aus Japan gebracht wurden, auch eine Gemeinschaft japanischer Händler. Im 16. und 17. Jahrhundert kamen indische Seeleute häufig als Besatzungsmitglieder an Bord portugiesischer Schiffe nach Japan, später im 18. und 19. Jahrhundert an Bord von Handelsschiffen der britischen Ostindien-Kompanie, als Indien unter den Einfluss des Britischen Weltreichs fiel. Die Beziehungen zwischen den beiden Kulturen wurden danach fortgesetzt, aber ein direkter politischer Austausch begann erst in der Meiji-Ära (1868–1912), als Japan einen Modernisierungsprozess einleitete. Die Japan-India Association zur Förderung der beidseitigen Kontakte wurde 1903 gegründet. Mit der Panasienbewegung verstärkten sich die Kontakte zwischen dem Kaiserreich Japan und der indischen Unabhängigkeitsbewegung. Nachdem 1912 ein Plan aufgeflogen war, den britischen Generalgouverneur von Indien, Charles Hardinge, zu ermorden, floh der indische Revolutionär Rash Behari Bose nach Japan. Der künftige japanische Premierminister Tsuyoshi Inukai, der Panasianist Mitsuru Tōyama und andere Japaner unterstützten die indische Unabhängigkeitsbewegung und Japan wurde im frühen 20. Jahrhundert eines ihrer Zentren. Bedeutende indische Intellektuelle wie Rabindranath Tagore besuchten Japan, auch da das Land nach dem Sieg gegen eine europäische Kolonialmacht im Russisch-Japanischen Krieg (1904–1905) zu einem Vorbild für viele antikoloniale Bewegungen in Asien wurde.

### Zweiter Weltkrieg

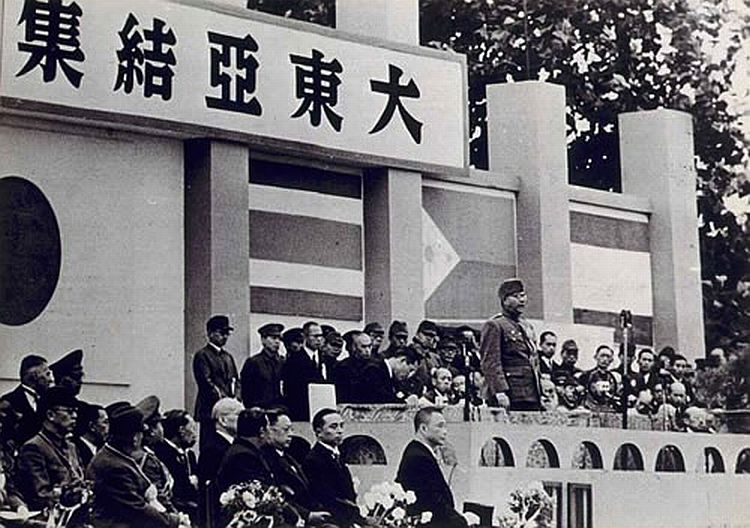
Subhash Chandra Bose hält eine Rede in Tokio (1943)

Indien war bei Ausbruch des Zweiten Weltkriegs eine britische Kolonie, weshalb 2,7 Millionen indische Soldaten für die Briten an verschiedenen Kriegsschauplätzen im Westen sowie im Osten gegen die Achsenmächte kämpften. Einige Kräfte kollaborierten allerdings auch mit der Achse. Subhash Chandra Bose, der die Azad Hind anführte, eine nationalistische Bewegung, die die britische Herrschaft in Indien mit militärischen Mitteln beenden wollte, gründete mit japanischer Unterstützung 1942 die Azad Hind Fauj oder Indische Nationalarmee (INA). Die INA setzte sich hauptsächlich aus ehemaligen Kriegsgefangenen der indischen Armee zusammen, die nach dem Fall von Singapur in japanische Gefangenschaft geraten waren. Sie schlossen sich vor allem wegen der sehr harten, oft tödlichen Bedingungen in den japanischen Kriegsgefangenenlagern der INA an. Sie rekrutierte auch Freiwillige unter den Indern in Südostasien. In den Plänen der Japaner sollte Indien kein Teil der Großostasiatischen Wohlstandssphäre werden, es sollte allerdings eine freundliche Regierung in der britischen Kolonie installiert werden. Einige Gruppierungen der indischen Unabhängigkeitsbewegung unterstützten während des Krieges auch NS-Deutschland, vor allem die sogenannte Legion Freies Indien, an deren Gründung Bose maßgeblich beteiligt war und die eine Zeit lang der Waffen-SS unterstellt war.
Mit der Operation U-gō versuchten die Japaner im Verbund mit der INA vom besetzten Burma aus nach Indien vorzustoßen, wurden bei der Schlacht um Imphal jedoch zurückgeworfen. In den Jahren 1944–45 besiegten die britischen und indischen Streitkräfte die Japaner in einer Reihe von Schlachten in Burma, und die INA löste sich schließlich auf. Knapp 90.000 indische Soldaten und 3 Millionen Zivilisten starben im Zweiten Weltkrieg, zahllose davon in der Hungersnot in Bengalen 1943, die dadurch ausgelöst wurde, dass Winston Churchill die Versorgung der britisch-indischen Truppen vorzog.

### Nach 1945

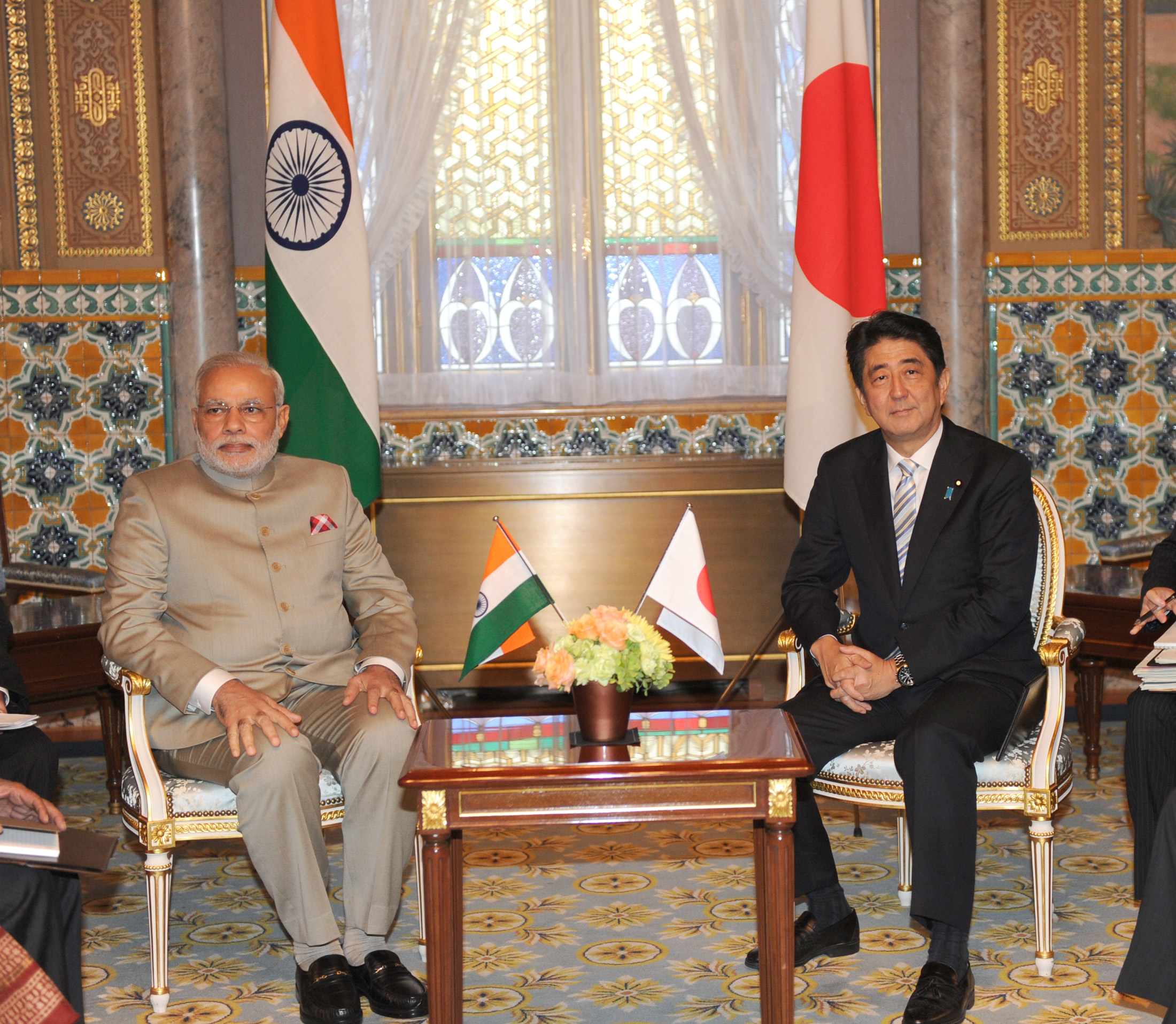
Narendra Modi und Shinzō Abe (2014)

Vor dem Internationalen Militärgerichtshof für den Fernen Osten wurde der indische Richter Radhabinod Pal berühmt, weil er ein abweichendes Urteil zugunsten Japans fällte, auf das sich japanische Nationalisten und Revisionisten später berufen konnten, womit die Grundlagen für die guten indisch-japanischen Beziehungen in der Nachkriegszeit gelegt wurden. Am 15. August 1947 gehörte Japan zu den ersten Nationen, die die Souveränität Indiens nach dessen Unabhängigkeit vom Vereinigten Königreich anerkannten. 1949 sendete der erste indische Premierminister Jawaharlal Nehru zwei Elefanten aus Indien an den Ueno-Zoo in Tokio. Nach der Wiederherstellung der Souveränität Japans durch den Friedensvertrag von San Francisco unterzeichneten Japan und Indien am 28. April 1952 einen Friedensvertrag zur Aufnahme offizieller diplomatischer Beziehungen, in dem Indien auf alle Reparationsforderungen gegenüber Japan verzichtete. Dieser Vertrag war einer der ersten Verträge, die Japan nach dem Zweiten Weltkrieg unterzeichnete. Nach einem Staatsbesuch von Japans Premier Kishi Nobusuke 1957 begann Japan Kredite in Yen an Indien zu vergeben. Die Beziehungen zwischen den beiden Nationen wurden jedoch durch die Politik des Kalten Krieges beeinträchtigt. Japan war als Ergebnis des Zweiten Weltkriegs ein enger Verbündeter der USA, während Indien eine blockfreie Außenpolitik verfolgte und sich häufig an die Sowjetunion anlehnte. Ab den 1980er Jahren wurden jedoch Anstrengungen unternommen, die bilateralen Beziehungen zu stärken. Im Rahmen der indischen Look East-Politik (einer Öffnung hin zu Südost- und Ostasien) wurde Japan zu einem wichtigen Partner und dem größten Geber von Entwicklungshilfe.
Die Beziehungen zwischen den beiden Ländern erreichten 1998 infolge des indischen Atomwaffentests Pokhran-II einen kurzen Tiefpunkt. Japan verhängte nach dem Test Sanktionen gegen Indien, die unter anderem die Aussetzung des gesamten politischen Austauschs und die Kürzung der Wirtschaftshilfe umfassten. Diese Sanktionen wurden drei Jahre später wieder aufgehoben. Nach dieser Zeit verbesserten sich die Beziehungen wieder und erreichten bald neue Höhen. Bei einem Staatsbesuch von Yoshirō Mori im August 2000 vereinbarten beide Länder eine „Globale Partnerschaft für das 21. Jahrhundert“ und 2006 wurden die Beziehungen zu einer „strategischen Partnerschaft“ erhoben. Im Jahre 2008 wurde auch eine verstärkte Kooperation beider Länder in der Sicherheitspolitik vereinbart, nachdem ein Jahr zuvor erstmals der Quadrilateral Security Dialogue zwischen Japan, Indien, Australien und den USA abgehalten wurde. Unter der Ägide des indischen Premierministers Narendra Modi ab 2014 wurden die wirtschaftliche, politische und strategische Kooperation mit Japan weiter vertieft, während die indischen Beziehungen zur Volksrepublik China sich dagegen nach Grenzscharmützeln verschlechterten. Im Jahr 2014, während des Besuchs des japanischen Premierministers Shinzo Abe in Indien, vereinbarten beide Länder, ihre Partnerschaft in eine „besondere strategische und globale Partnerschaft“ umzuwandeln.

## Wirtschaftliche Beziehungen
Beide Länder unterhalten enge Wirtschaftsbeziehungen. Ein Handelsabkommen zwischen beiden Ländern wurde bereits 1958 geschlossen und 1960 ein Doppelbesteuerungsabkommen. 2011 wurde das India-Japan Comprehensive Economic Partnership Agreement (CEPA) unterzeichnet. Das bilaterale Handelsvolumen ist über die Jahre stetig gewachsen und lag 2022/23 bei 21,96 Milliarden US-Dollar. Indien war der 18. größte Handelspartner Japans, und Japan war 2021 der 13. größte Handelspartner Indiens. Japan ist außerdem der fünftgrößte ausländische Investor in Indien und ein wichtiger Geber von Entwicklungshilfe. Knapp 1500 japanische Unternehmen waren 2021 in Indien aktiv. Japanische Unternehmen wie Yamaha, Sony, Toyota und Honda haben Produktionsstätten in Indien. Mit dem Wachstum der indischen Wirtschaft ist Indien ein großer Markt für japanische Firmen. Siw gehörten zu den ersten, die in Indien investierten. Eines der bekanntesten ist Suzuki, das mit dem indischen Automobilhersteller Maruti Suzuki, einem der größten Autohersteller auf dem indischen Markt und einer Tochtergesellschaft des japanischen Unternehmens, eine Partnerschaft eingegangen ist. Die Hero MotoCorp (eine Tochter von Honda) ist einer der größten Motorradhersteller Indiens.
Japan hat sich an der Finanzierung zahlreicher Infrastrukturprojekte in Indien beteiligt, darunter u. a. der Finanzierung des U-Bahn-Systems von Delhi. Beide Staaten kooperieren auch bei der Errichtung eines Transportkorridors zwischen Delhi und Mumbai, für den Japan Kredite in Höhe von 4,5 Milliarden US-Dollar vergab. Ein weiteres Projekt ist die geplante Einführung des japanischen Shinkansen-Systems in Indien, um dort ein Hochgeschwindigkeitszugsnetz aufzubauen. Beide Länder haben Kooperationsabkommen in verschiedenen Sektoren wie Energie oder Hochtechnologie verabschiedet. So wurde 2022 eine Partnerschaft im Bereich erneuerbare Energien vereinbart, um eine klimaneutrale Wirtschaft aufzubauen. Im Juli 2023 unterzeichneten die Länder eine Absichtserklärung zur gemeinsamen Entwicklung der Halbleiterindustrie.
Eine gemeinsame globale Wirtschaftsinitiative ist der 2017 vorgestellte Asia-Africa Growth Corridor, der die wirtschaftlichen Konnektivität im Indischen Ozean zwischen Ostafrika, Südasien und Südostasien durch die Entwicklung von Häfen und verbundener Infrastruktur verbessern soll. Die Initiative ist vor allem als Antwort auf Chinas neue Seidenstraße zu interpretieren.

### Kernenergie
Im November 2016 unterzeichnete der indische Premierminister Narendra Modi während eines dreitägigen Besuchs in Japan mit seinem Amtskollegen Shinzo Abe ein Abkommen über Kernenergie, dessen Aushandlung sechs Jahre dauerte und sich zum Teil durch die Nuklearkatastrophe von Fukushima 2011 verzögerte. Es ist das erste Mal, dass Japan ein solches Abkommen mit einem Nichtunterzeichner des Atomwaffensperrvertrags unterzeichnet. Durch das Abkommen erhält Indien das Recht, Atomreaktoren, Brennstoff und Technologie aus Japan zu erhalten. Ziel dieses Abkommens ist es, Indien beim Bau von sechs Kernreaktoren in Südindien zu unterstützen und seine Kernenergiekapazität bis 2032 zu verzehnfachen.

## Kulturbeziehungen

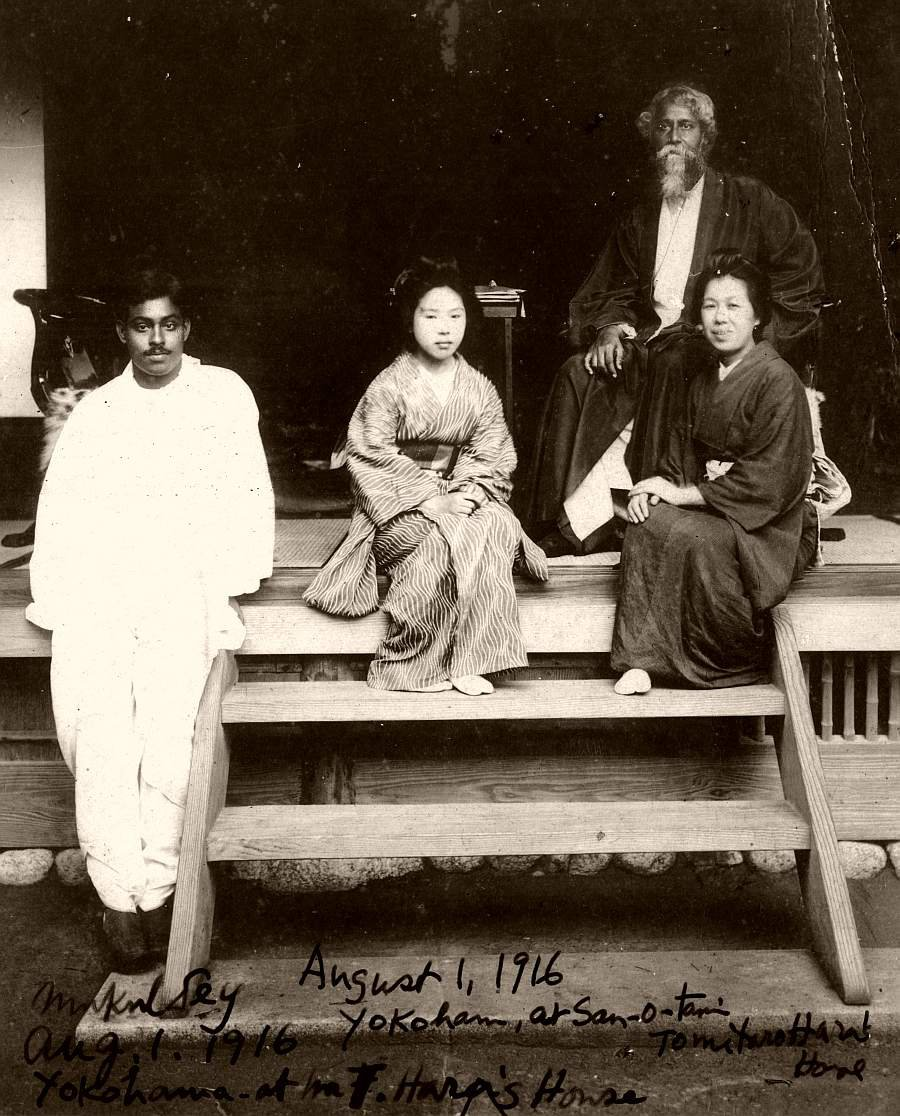
Mukul Dey (links) und Rabindranath Tagore (rechts) in Japan (1916)

Zwischen Japan und Indien bestehen enge kulturelle Beziehungen, die vor allem auf dem japanischen Buddhismus beruhen, der in Japan auch heute noch praktiziert wird, während der Buddhismus in Indien weitgehend vom Hinduismus verdrängt wurde. Das aus Indien eingeführte Curry ist heute fester Bestandteil der japanischen Küche. An die lange Geschichte des fruchtbaren kulturellen Austauschs wurden 1957 angeknüpft, als beide Staaten ein bilaterales Kulturabkommen unterzeichneten. 2007 wurde zum 50-jährigen Jubiläum des Abkommens das Jahr der indisch-japanischen Freundschaft ausgerufen. Japanische Kulturerzeugnisse wie Anime und Manga haben in Indien zahlreiche Anhänger gefunden. Osamu Tezuka schrieb von 1972 bis 1983 den biografischen Manga Buddha. In Japan wurden Filme des tamilischen Kinos populär, besonders die des Schauspielers Rajinikanth. Auch Bollywood-Filme konnten in Japan Fans gewinnen.
In einer vom Pew Research Center 2014 veröffentlichten Meinungsumfrage war Indien das asiatische Land, das bei den Japanern am beliebtesten war, wobei die Mehrheit der Befragten eine positive Meinung hatte, während Japan das asiatische Land war, das bei den Indern am beliebtesten war, wobei die Mehrheit der Befragten ebenfalls eine positive Meinung hatte.

### Migration
2022 lebten in Indien 8.145 japanische Staatsbürger, während 43.886 indische Staatsbürger in Japan leben, hauptsächlich in Tokio und anderen Großstädten. Die wachsende Anzahl indischer Migranten in Japan arbeitet häufig in den Bereichen IT, Consulting oder Marketing für japanische Großunternehmen.

## Sicherheitspolitische Beziehungen

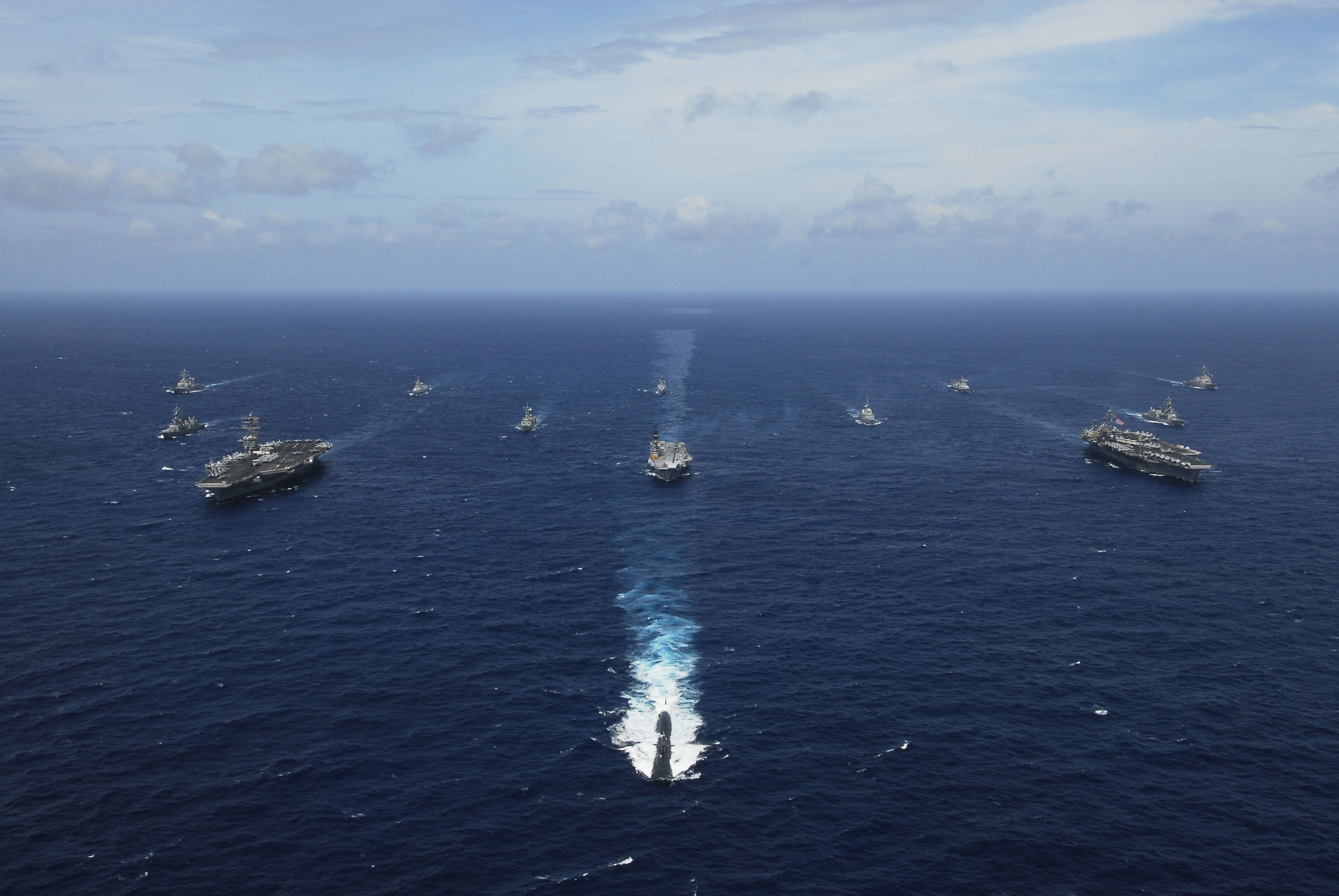
Marineübung Malabar (2007)

Das vertrauensvolle Verhältnis beider Länder wird durch die gemeinsamen demokratischen Werte und die Besorgnis über eine chinesische Dominanz im Indopazifik begünstigt. Ein großer Förderer dieser strategischen Annäherung an Indien war der langjährige japanische Premier Shinzō Abe. Im Jahre 2007 nahm die japanische Marine erstmals an der Marineübung Malabar teil, an der auch die Seestreitkräfte Indiens, Australiens, Singapurs und der Vereinigten Staaten beteiligt waren. 2008 wurde eine Kooperation zwischen beiden Ländern auf der Ebene der Verteidigungs- und Sicherheitspolitik vereinbart und die Außen- und Verteidigungsminister beider Länder treffen sich regelmäßig. Die Streitkräfte Indiens und die Selbstverteidigungsstreitkräfte Japans haben Abkommen über den Transfer von Verteidigungsausrüstung und -technologie (2015), Sicherheitsmaßnahmen für den Schutz von militärischen Geheimnissen (2017) und die Bereitstellung von Nachschub und Dienstleistungen (2021) abgeschlossen.